# 앤 브로디

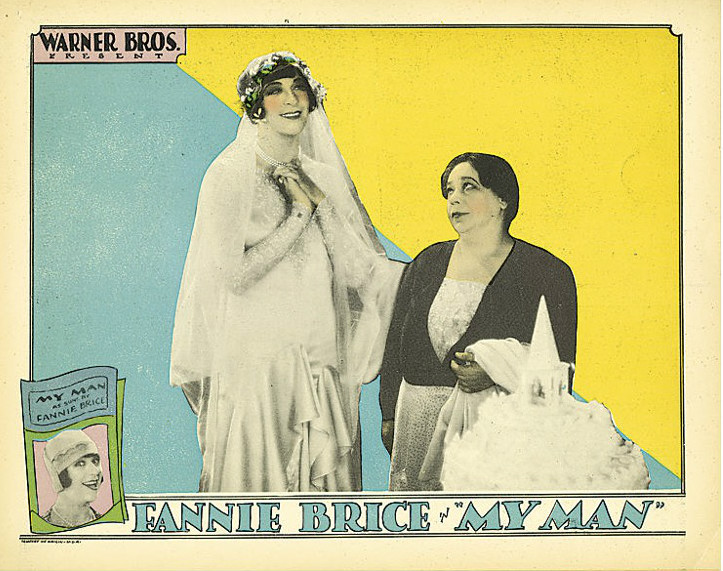

앤 브로디(Ann Brody, 1884년 8월 29일 ~ 1944년 7월 16일)는 미국의 배우, 영화배우이다.
폴란드에서 태어났으며 뉴욕에서 사망하였다. 사인은 질병이다.

## 영화
- 노라 모란의 원죄 (1933년)
- 쓰리 온 어 매치 (1932년) - 미시즈 골드버그 역
- 하트 오브 뉴욕 (1932년)
- 플레잉 어라운드 (1930년)
- 배신 (1929년)
- 소 디스 이즈 칼리지 (1929년)